# Makedonie (provincie)
Římská provincie Makedonie (latinsky Macedonia, řecky Μακεδονία) byla oficiálně zřízena v roce 146 př. n. l. poté, co římský vojevůdce Quintus Caecilius Metellus v roce 148 př. n. l. zvítězil ve čtvrté makedonské válce nad vojskem samozvance Andriska. Čtyři pro-římské klientské republiky, vytvořené po porážce makedonského krále Persea dvacet let předtím, byly rozpuštěny. Provincie zahrnovala kromě území někdejšího makedonského království také Épeiros, Thesálii a část Ilýrie a Thrákie.
Ve 3. nebo ve 4. století n. l. byla Makedonie rozdělena do dvou provincií Macedonia Prima (na jihu) a Macedonia Salutaris (na severu). Obě dvě pak spadaly do makedonské diecéze, jedné ze tří diecézí prefektury Illyricum, vytvořené v roce 318. Po definitivním rozdělení římské říše v roce 395 připadla Makedonie byzantské říši, jejíž pevnou součástí zůstala až do poloviny 14. století.
Jednou z významných osobností pocházejících z římské Makedonie byl svatý Demetrios, světec z města Soluně, který byl umučen v roce 306.

## Hospodářství
Nástupem Augusta začalo pro Makedonii dlouhé období míru, prosperity a bohatství, ačkoliv její ekonomický význam z hlediska celého římského světa byl ve srovnání se sousední Malou Asií o poznání nižší.
Hospodářství provincie bylo příznivě stimulováno výstavbou silnice Via Egnatia, příchodem římských obchodníků do měst a založením římských kolonií. Císařská vláda přinesla, kromě silnic a efektivního správního systému, hospodářský rozkvět, z kterého profitovala jak pořímštělá vládnoucí vrstva, tak i nižší třídy. Rozsáhlá orná půda a bohaté pastviny umožnily velkým rodům shromáždit na poměry tehdejší otrokářské společnosti obrovské bohatství.
Zlepšení životních podmínek přivedlo do provincie velký počet obchodníků a řemeslníků. Kameníci, horníci, kováři a mnozí jiní byli zaměstnáváni ve všech odvětvích hospodářství. Řekové byli rovněž přijímáni jako domácí učitelé, vychovatelé a lékaři v celé římské říši.
Vývoz tvořily především zemědělské produkty, dobytek a ryby. Exportovány byly ovšem i suroviny: železo, měď, zlato, dřevo, pryskyřice, dehet, konopí a len. Další zdroj bohatství země představovaly přístavy na pobřeží: vedle nejvýznamnější Soluně, to byla také města Dion a Kassandreia.